# Nysockensjön
Nysockensjön är en sjö nordväst om Arvika i Arvika kommun och Eda kommun i Värmland och ingår i Göta älvs huvudavrinningsområde. Sjön är 24 meter djup, har en yta på 16,3 kvadratkilometer och befinner sig 70 meter över havet. Sjön avvattnas av vattendraget Byälven (Kölaälven). Vid provfiske har en stor mängd fiskarter fångats, bland annat abborre, bergsimpa, björkna och braxen.
Vid sjöns norra strand löper riksväg 61 mellan Arvika och Charlottenberg, vid den södra Värmlandsbanan. Större delen av sjön ligger i Arvika kommun, den nordvästligaste delen, vid Åmotfors, tillhör dock Eda kommun. Sjön avvattnas via Jösseälven till Glafsfjorden. Namnet kommer av att sjön till största delen ligger i Ny socken. Sockenkyrkan ligger också vid stranden av sjöns sydöstra del. Ett äldre namn på sjön är Ullnen.

## Delavrinningsområde
Nysockensjön ingår i delavrinningsområde (662888-131070) som SMHI kallar för Utloppet av Nysockensjön. Medelhöjden är 95 meter över havet och ytan är 50,69 kvadratkilometer. Räknas de 117 avrinningsområdena uppströms in blir den ackumulerade arean 2 973,83 kvadratkilometer. Byälven (Kölaälven) som avvattnar avrinningsområdet har biflödesordning 2, vilket innebär att vattnet flödar genom totalt 2 vattendrag innan det når havet efter 275 kilometer. Avrinningsområdet består mestadels av skog (45 procent). Avrinningsområdet har 16,29 kvadratkilometer vattenytor vilket ger det en sjöprocent på 32,1 procent. Bebyggelsen i området täcker en yta av 0,99 kvadratkilometer eller 2 procent av avrinningsområdet.

## Fisk
Vid provfiske har följande fisk fångats i sjön:
| - Abborre - Bergsimpa - Björkna - Braxen - Gärs - Gädda - Gös - Lake - Löja - Mört - Nors | - Sarv - Siklöja - Sutare |